# Paso del Noroeste

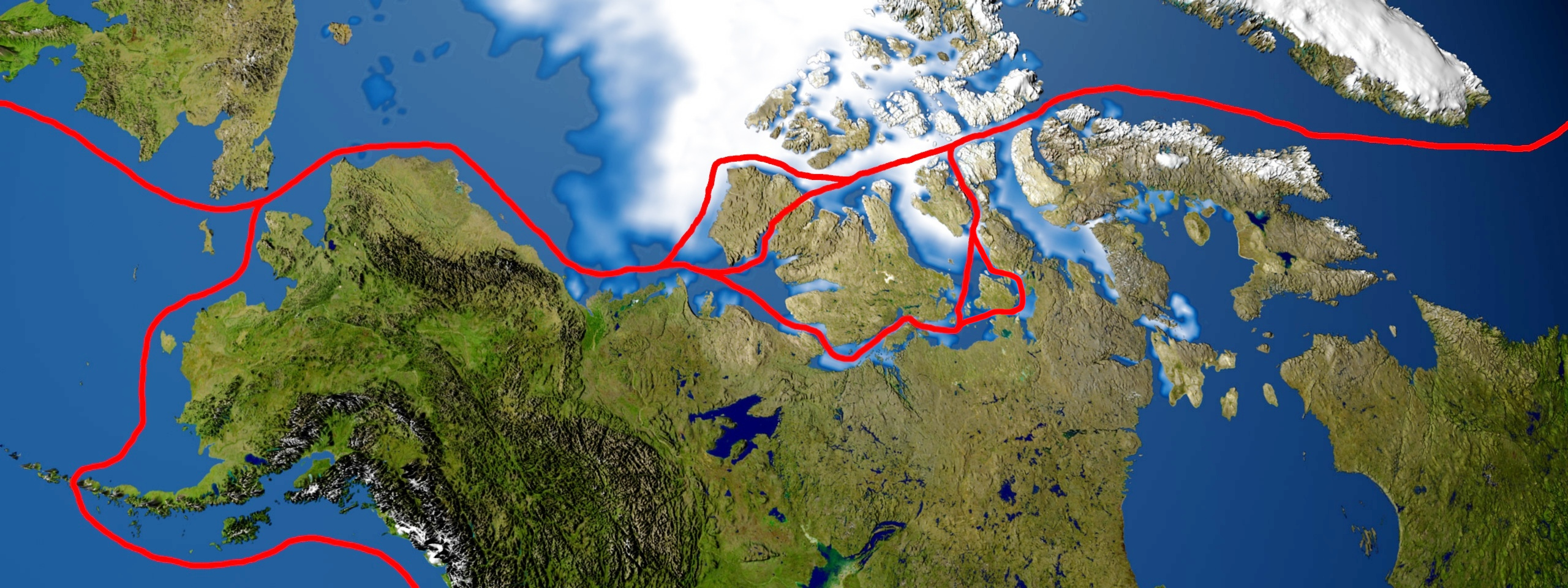
Paso del Noroeste (ruta principal y variantes).

El paso del Noroeste (en inglés, Northwest Passage o Northwestern Passage) es la ruta marítima que bordea Norteamérica por el norte, atravesando el océano Ártico y conectando el estrecho de Davis y el estrecho de Bering, o lo que es lo mismo, el océano Atlántico y el océano Pacífico.
La ruta discurre por un conjunto de estrechos localizados en el archipiélago ártico canadiense, entre las grandes islas árticas y las tierras continentales. De oeste a este, el paso del Noroeste parte del océano Pacífico, del estrecho de Bering —que separa Rusia y Alaska— y sigue por el mar de Chukchi y el mar de Beaufort. Luego la ruta debe cruzar el archipiélago ártico canadiense y hay de cinco a siete rutas posibles —incluidas la del estrecho de McClure, la del estrecho de Dease y la del estrecho del Príncipe de Gales—, aunque no todas son adecuadas para grandes buques. La ruta continúa cruzando la bahía Baffin y llega finalmente al estrecho de Davis, ya en el océano Atlántico.
Se ha especulado con que con el calentamiento global y la reducción de la capa de hielo del Ártico, la ruta del paso del Noroeste puede llegar a estar lo suficientemente libre de hielo como para permitir un nuevo transporte comercial seguro, por lo menos en parte del año. El 21 de agosto de 2007, el paso del Noroeste permaneció abierto al tráfico marítimo durante el verano boreal sin la necesidad de utilizar barcos rompehielos. Según Nalan Koc, del Instituto Polar Noruego, esta fue la primera vez que quedó libre desde que se empezaron a tomar registros en 1972. El 26 de agosto de 2011 el paso quedó nuevamente abierto. Algunas estimaciones señalan que el trayecto puede llegar a ser navegable aproximadamente en 2020 y, de ser cierto, disminuiría considerablemente el trayecto marítimo entre Europa y Asia, convirtiéndose en una ruta alternativa a las del Canal de Panamá y el Canal de Suez: actualmente el trayecto Londres-Osaka supone 23 300 km por Panamá y 21 200 km por Suez: por el Paso del Noroeste quedaría reducido a solamente 15 700 km.
El Gobierno de Canadá considera que los estrechos por los que discurre la ruta del paso del Noroeste forman parte de sus aguas interiores, pero varios países mantienen que en virtud de la Convención de las Naciones Unidas sobre el Derecho del Mar esos estrechos deben ser considerados estrechos internacionales, lo que permitiría el tráfico marítimo libre y sin peajes. Es una cuestión muy controvertida, ya que en ese territorio se han encontrado en las últimas décadas importantes reservas de petróleo, gas, diamantes y plomo.
En la primera mitad del siglo XIX, algunos de los tramos por los que discurre el paso del Noroeste (al norte del estrecho de Bering) fueron estudiados en profundidad tanto por mar —expediciones de John Ross, William Edward Parry y James Clark Ross— como por tierra —expediciones lideradas por John Franklin, George Back, Peter Warren Dease, Thomas Simpson y John Rae—. En 1825 Frederick William Beechey exploró la costa norte de Alaska, descubriendo punta Barrow.
En 1851 Sir Robert McClure fue reconocido como el verdadero descubridor del paso del Noroeste, cuando navegando a través del estrecho del Príncipe de Gales logró avistar, desde isla de Banks, isla Melville. Sin embargo, ese estrecho no era navegable para los buques de la época y la única vía utilizable, la que une el Lancaster Sound y el estrecho de los delfines y de la Unión fue descubierta tres años después por John Rae en 1854.

## Historia

### Expediciones

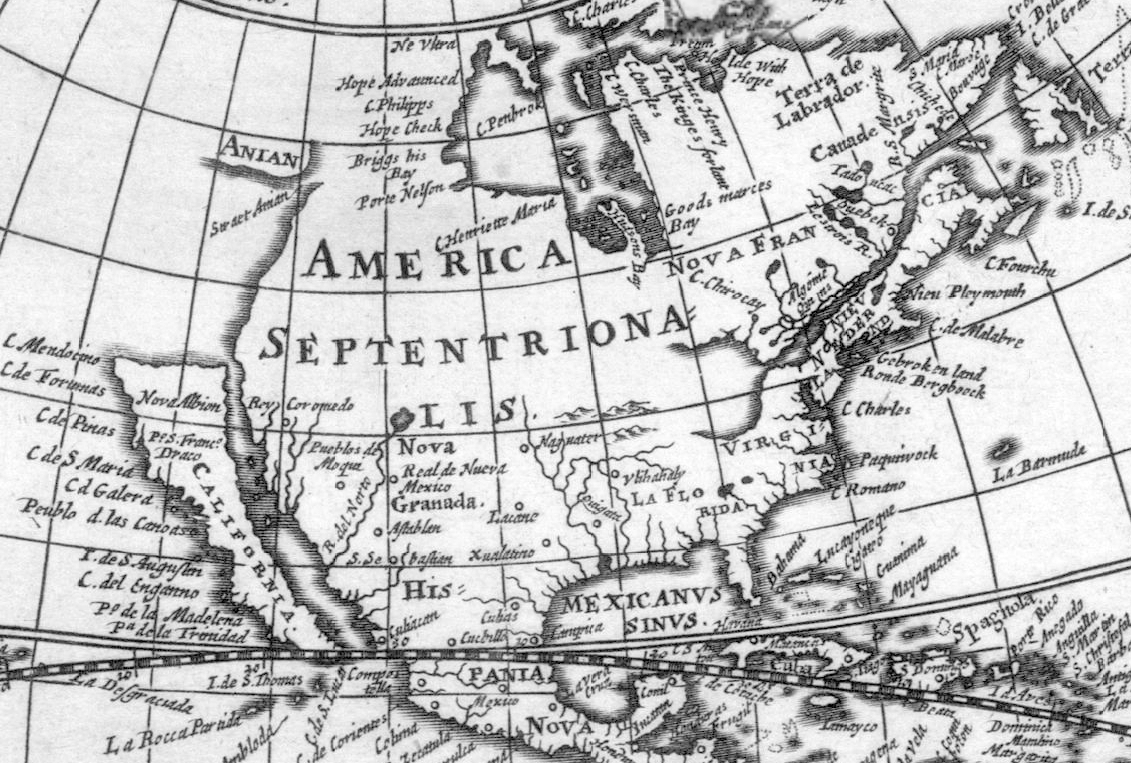
Estrecho de Anián. Esquina superior izquierda. (Hugo Allard, 1685).

Antes de la pequeña edad de hielo, los vikingos en sus expediciones de caza y comercio con los inuits que ya habitaban la región, habrían navegado hacia el oeste partiendo desde sus asentamientos en Groenlandia. Según los restos arqueológicos, habrían llegado a aguas situadas tan al noroeste como las de las costas de la isla de Ellesmere, la isla Skraeling y la isla Ruin. Se piensa que el cambio del clima que provocó la pequeña edad de hielo fue la razón principal por las que no hubo más expediciones marineras de europeos por esas regiones árticas hasta finales del siglo XV.
En 1493, para calmar las disputas comerciales, el Papa Alejandro VI abordó el reparto de las tierras del Nuevo Mundo entre las dos potencias que optaban a su descubrimiento, colonización y dominio: Castilla y Portugal. En las Bulas Alejandrinas de 1493, previas al Tratado de Tordesillas (1494), se fijó el meridiano divisorio de las zonas de influencia castellana y portuguesa a cien leguas de las Azores y Cabo Verde. Francia, Holanda e Inglaterra se quedaron sin una ruta marítima a Asia, ya fuera bordeando África o Sudamérica.
En 1497 Enrique VII de Inglaterra envió a Juan Caboto en busca de una ruta directa a Oriente, navegando de este a oeste, en el que sería el primer intento de descubrir el paso del Noroeste.
Encontrar el legendario estrecho de Anián fue uno de los mayores objetivos de los exploradores marítimos a lo largo del tiempo. 

#### SigloXVI

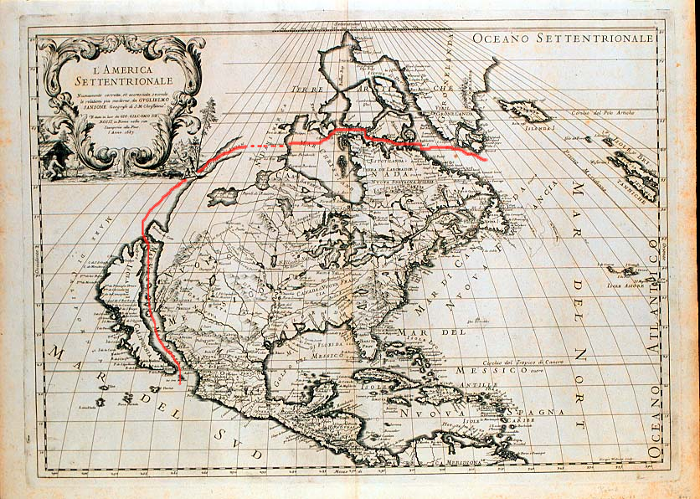
La supuesta ruta del estrecho de Anián del paso al Noroeste.

Las rutas marítimas más propicias entre Europa y China debían bordear por el sur América o África, pero ambas estaban controladas durante el siglo XVI por las armadas de España y Portugal. 
Desde finales del siglo XV, las potencias coloniales europeas comenzaron a enviar expediciones a reconocer la región norte de Norteamérica, en un intento de descubrir una nueva ruta marítima comercial que les llevase al oeste bordeando América por el norte y permitiese establecer una nueva ruta comercial con las naciones asiáticas. Marinos como John Cabot, Martin Frobisher o Willem Barents exploraron las gélidas e inhóspitas aguas del norte, pero todos ellos acabaron derrotados por el frío extremo y los vientos contrarios. Durante un tiempo la búsqueda de ese paso del Noroeste fue abandonada.
El marino español Lorenzo Ferrer de Maldonado afirmó haber cruzado el estrecho en 1588, pero nunca hubo confirmación oficial por parte de algún cargo eclesiástico o enviado del rey; posteriormente su relato fue refutado como enteramente falso, dado lo inconsistente de sus afirmaciones, citando latitudes y distancias imposibles.
En 1539, Hernán Cortés encargó a Francisco de Ulloa navegar a lo largo de la península de Baja California en la costa occidental de Norteamérica. Ulloa llegó a la conclusión de que el golfo de California era el punto más austral de un estrecho que, supuestamente, conectaba el océano Pacífico con el golfo de San Lorenzo. Su viaje dio pie a la idea de la existencia de una isla de California y supuso el comienzo de la búsqueda del estrecho de Anián.
El estrecho probablemente tomó su nombre de Ania, una provincia china mencionada en una edición de 1559 del libro de Marco Polo, y que aparece por primera vez en un mapa publicado alrededor de 1562 por el cartógrafo italiano Giacomo Gastaldi. Cinco años después Bolognini Zaltieri publicó otro mapa que mostraba un angosto y torcido estrecho de Anian que separaba Asia de América. Ese estrecho fomentó en los europeos la creencia de una ruta marítima fácil que uniría Europa con la residencia del Gran Khan en Catay (norte de China). El estrecho se creía, en esa época, aproximadamente a la misma latitud que San Diego, California, lo que llevó a algunos que vivían en esa región a llamarla Anian o Aniane.
Varios cartógrafos y marineros trataron de demostrar su existencia: Sir Francis Drake buscó la entrada occidental en 1579; el piloto griego Juan de Fuca sostuvo que había navegado el estrecho desde el Pacífico hasta el Mar del Norte y que había regresado de nuevo en 1592; el español Bartolomé de Fonte dijo haber navegado a través del estrecho en 1640, partiendo de la bahía de Hudson hasta el Pacífico.
Por su parte, el británico Martin Frobisher realizaría tres viajes hacia el oeste en la región del ártico con el fin de encontrar ese paso (la bahía Frobisher, que él cartografió por primera vez, lleva su nombre). Como parte de una de sus expediciones, en julio de 1583 Sir Humphrey Gilbert, que había escrito un tratado sobre el descubrimiento del paso y había sido uno de los patrocinadores de Frobisher, reivindicó el territorio de Terranova para la Corona Inglesa. El 8 de agosto de 1585 el explorador inglés John Davis logró navegar por vez primera por las aguas del Cumberland Sound, en isla de Baffin.
Los principales ríos de la costa oriental también fueron explorados por si podrían conducir a un paso transcontinental. Las exploraciones de Jacques Cartier del río San Lorenzo se iniciaron con la esperanza de encontrar ese camino en el continente. De hecho, Cartier logró convencerse a sí mismo de tal modo que ese paso estaba en el San Lorenzo, que cuando encontró el camino bloqueado por los rápidos en lo que hoy es Montreal, estaba tan seguro de que esos rápidos eran todo lo que le separaban de China (en francés, la Chine), que los llamó los rápidos de China.

#### SigloXVII
En 1609 Henry Hudson navegó por el que ahora se llama río Hudson en busca del paso; alentado por el sabor salado del agua, llegó hasta Albany, Nueva York antes de renunciar. Más tarde participó también en la exploración del Ártico, en especial de la bahía de Hudson.

#### SigloXVIII

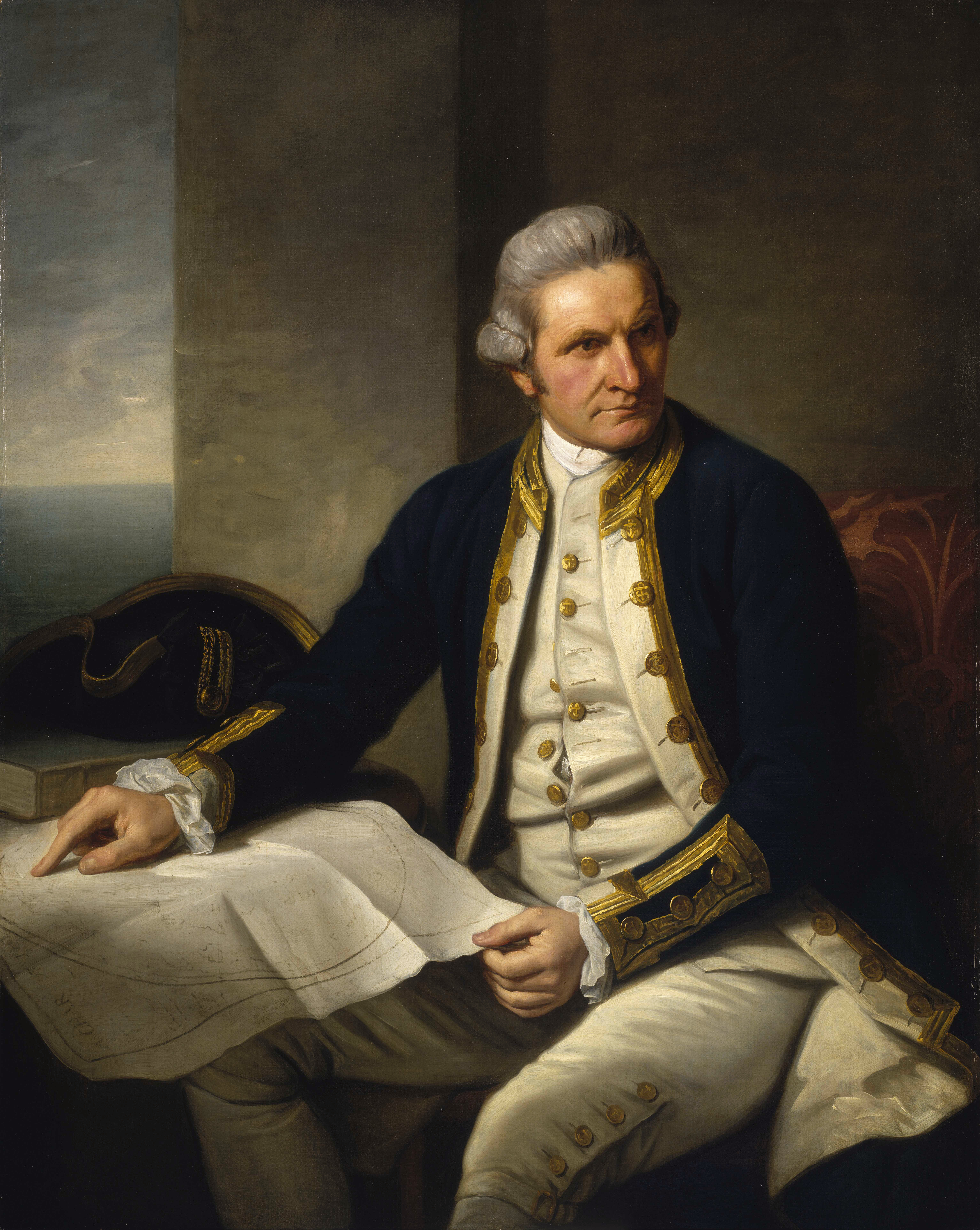
James Cook.

Aunque la mayoría de expediciones al Paso del Noroeste partían de Europa o de la costa este de Norteamérica y trataban de atravesar el Paso en dirección oeste, también se lograron algunos avances en la exploración por su extremo occidental. En 1728 Vitus Bering, un oficial danés al servicio de la Marina de Rusia, exploró la región del estrecho que había descubierto Semyon Dezhnev en 1648 (pero que más tarde honra su nombre, el estrecho de Bering), concluyendo que Norteamérica y Rusia eran masas distintas de tierra. Más tarde, en 1741, Bering, con el teniente Alexei Chirikov, fue en busca de nuevas tierras más allá de Siberia. En barcos separados, Chirikov descubrió varias de las islas Aleutianas mientras Bering cartografiaba la región de Alaska antes de que el escorbuto asolara su tripulación que naufragó frente a Kamchatka.
En 1762, el buque comercial inglés Octavius intentó peligrosamente el Paso por el oeste, pero quedó atrapado en la banquisa. En 1775, el ballenero Herald encontró el Octavius a la deriva cerca de Groenlandia, con los cuerpos de la tripulación sin vida congelados bajo cubierta. De este modo, el Octavius puede haber sido el primer velero occidental en hacer el Paso, aunque el hecho de que le llevara 13 años y que falleciera toda la tripulación poco después empaña la hazaña. Sin embargo cabe resaltar que la leyenda del Octavius puede bien ser una leyenda urbana, puesto que no hay casi ningún registro de la existencia del Octavius, tanto así que la versión más antigua de la historia se refiere a él con otro nombre, lo que hace muy posible que el Octavius sea tan solo un mito.
Los españoles hicieron numerosos viajes a la costa noroeste de América del Norte a finales del siglo XVIII y una de las principales motivaciones era determinar la existencia del paso del Noroeste. Entre los viajes que se organizaron, destaca la cuidadosa búsqueda del paso en los viajes de 1775 y 1779 de Juan Francisco de la Bodega y Quadra. El diario de Francisco Antonio Mourelle, que sirvió como segundo de Quadra en la expedición de 1775, cayó en manos inglesas y fue traducido y publicado en Londres. El capitán James Cook hizo uso del diario durante sus exploraciones de la región. En 1791 Alessandro Malaspina navegó a bahía Yakutat, Alaska, ya que se rumoreaba que el paso podría estar allí. En 1790 y 1791 Francisco de Eliza realizó varias expediciones de reconocimiento en el estrecho de Juan de Fuca, a la búsqueda del ansiado Paso y descubrió el estrecho de Georgia. Para estudiar a fondo este nuevo mar interior, fue enviada en 1792 una expedición dirigida por Dionisio Alcalá Galiano, con la orden expresa de realizar la exploración de todos los canales que pudieran convertirse en el Paso del Noroeste.
En 1776 el capitán James Cook fue despachado por el Almirantazgo británico con el estímulo de una recompensa de 1745, que cuando se prorrogó en 1775, prometía un premio de 20 000 libras esterlinas para quien descubriera el paso. Inicialmente el Almirantazgo había querido que Charles Clerke dirigiera la expedición, con Cook (en el retiro después de sus exploraciones en el Pacífico) como consultor. Sin embargo, Cook había estudiado la expedición de Bering, y, en última instancia, el Almirantazgo confió en el veterano explorador para dirigir la expedición, con Clerke como acompañante.
Después de viajar a través del Pacífico, en otro intento oeste-este, Cook comenzó en el estrecho de Nutca en abril de 1777 y se dirigió hacia el norte a lo largo de la costa, que cartografió, buscando en las regiones en que habían navegado los rusos 40 años antes. Las órdenes del Almirantazgo especificaban hacer caso omiso de todos los entrantes y ríos hasta llegar a una latitud de 65° N. Varios de los oficiales de la expedición, incluyendo a William Bligh, George Vancouver y John Gore, pensaban que la existencia de tal ruta era «improbable». Antes de llegar a los 65° N encontraron la costa que le empujaba hacia el sur, pero Gore convenció a Cook para que navegasen por el Cook Inlet en la esperanza de encontrar la ruta. Siguieron hasta los límites de la península de Alaska y el inicio de la cadena de mil millas de las islas Aleutianas. A pesar de llegar hasta los 70° N no encontraron nada salvo icebergs y Cook no logró ningún progreso en el descubrimiento del paso del Noroeste.
De 1791 a 1795, la expedición Vancouver, dirigida por George Vancouver que había acompañado a Cook anteriormente, reconoció detalladamente todos los pasajes desde la costa de la Columbia Británica y confirmó que no existía ningún paso al sur del estrecho de Bering. Esta conclusión fue apoyada por la evidencia de Alexander MacKenzie que exploró los océanos Ártico y Pacífico en 1793.

#### SigloXIX

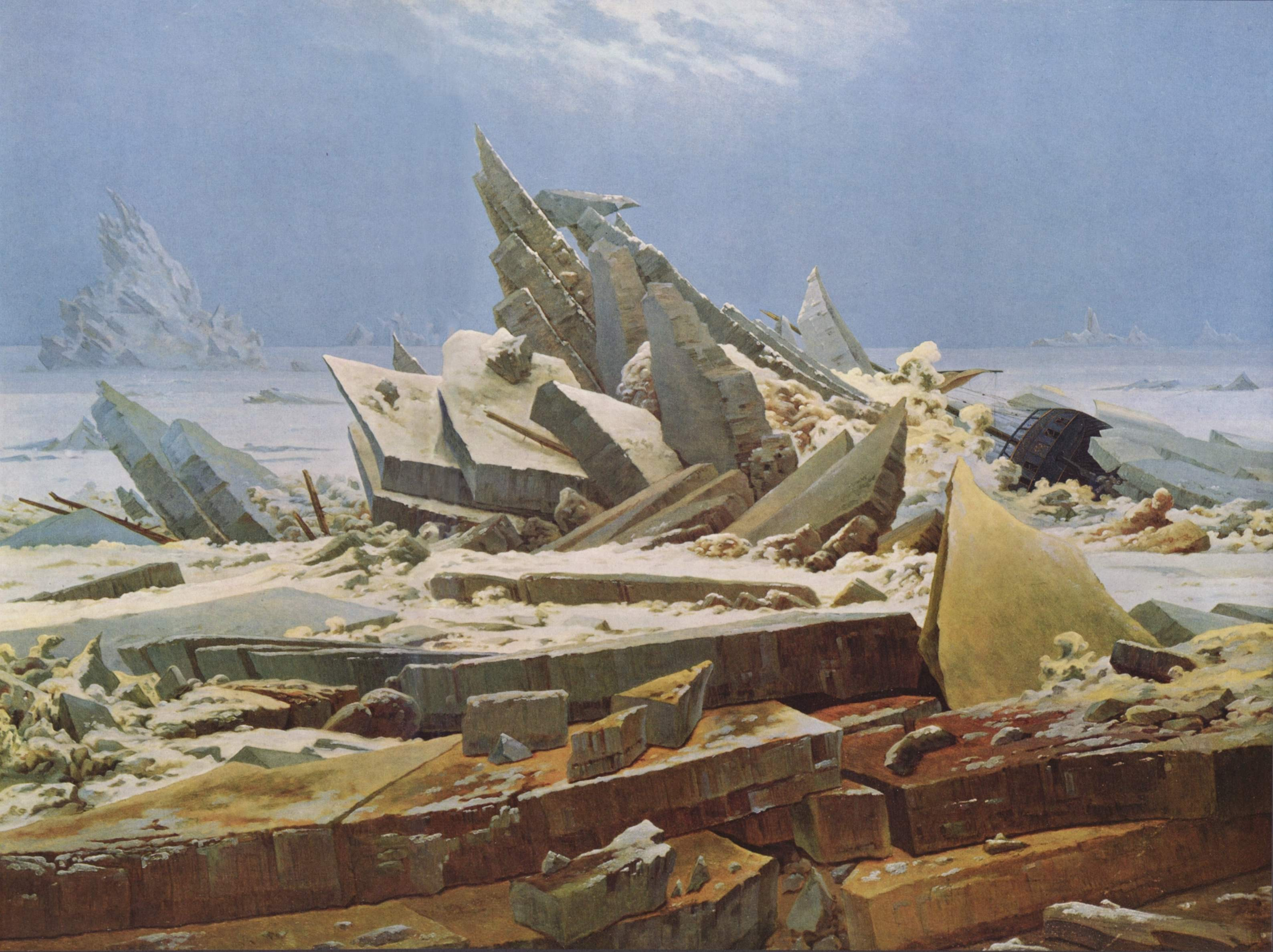
Das Eismeer (El Mar de Hielo, 1823-24), una pintura de Caspar David Friedrich, inspirada en la narración de William Edward Parry de la expedición de 1819-20.

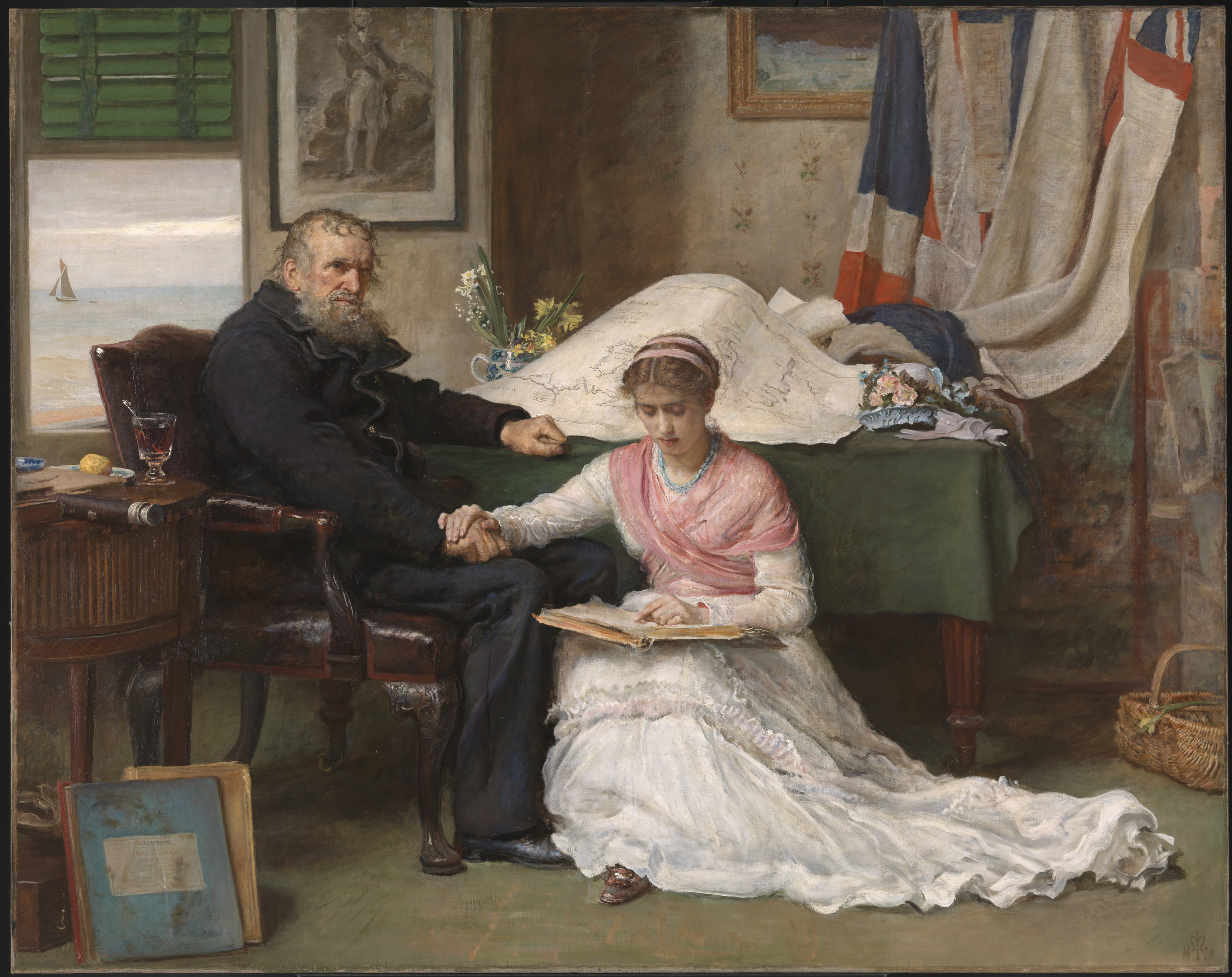
The North-West Passage (1874), cuadro de John Everett Millais representando la frustración británica por el fracaso en conquistar el paso.

En 1817 el gobierno británico ofreció una recompensa de 20 000 libras esterlinas para quien hallara el citado paso, lo que incentivó la organización de numerosas expediciones.
En 1845 una expedición con dos buques, bien equipada y encabezada por Sir John Franklin, navegó hacia el Ártico canadiense para trazar las partes desconocidas del paso del Noroeste, convencidos del éxito, ya que el tramo de costa a cartografiar era de menos de 500 km. Cuando los barcos no regresaron, partieron en su búsqueda y socorro varias expediciones que contribuyeron a explorar el ártico canadiense, propiciando como resultado un aumento de la cartografía sobre el hipotético paso. Los sucesivos equipos de rescate encontraron restos de la expedición de Franklin y de su fatal desenlace, entre ellas las notas que indicaban que los buques quedaron bloqueados en el hielo en 1846, cerca de la isla del Rey Guillermo, aproximadamente a mitad de camino en el paso, y que no pudieron liberarse. Franklin murió en 1847 y el último integrante de la expedición falleció en 1848, después de abandonar los buques y tratar de escapar por tierra en trineo. 
Si bien la hambruna y el escorbuto contribuyeron a la muerte de la tripulación, otro factor pudo haber sido importante: la expedición llevaba 8.000 latas de alimentos selladas con soldadura de plomo y ese plomo pudo contaminar los alimentos, intoxicando a la tripulación y provocando debilidad y desorientación (etapas posteriores del envenenamiento por plomo conllevan la locura y la muerte). En 1981, Owen Beattie, un antropólogo de la Universidad de Alberta, encontró nuevos restos en sitios relacionados con la expedición. y ello condujo a nuevas investigaciones y al examen de tejidos y huesos de los cadáveres congelados de tres marineros, exhumados del permafrost en isla Beechey. Las pruebas de laboratorio revelaron altas concentraciones de plomo en los tres marineros. Otro investigador sugiere que fue el botulismo, y no el envenenamiento por plomo, la causa de muerte entre los miembros de la tripulación. Hay nuevas evidencias que muestran que el canibalismo también pudo haber sido un último recurso para algunos de los tripulantes.
Durante la búsqueda de Franklin, el comandante Robert McClure y su tripulación en el HMS Investigator fueron los primeros que atravesaron el paso del Noroeste de oeste a este, entre los años 1850 a 1854, parte navegando y parte en trineos. McClure había partido de Inglaterra en diciembre de 1849, navegando por el océano Atlántico hasta el cabo de Hornos y entrando en el océano Pacífico. Llegó al Pacífico Norte y cruzó el estrecho de Bering, virando hacia el este en ese punto hasta llegar a la isla Banks. 
La nave de McClure quedó atrapada en el hielo durante tres inviernos cerca de isla Banks, en el extremo occidental del Vizconde Melville Sound. Finalmente, McClure y su tripulación —que en ese momento se morían de hambre— se encontraron con algunos miembros de otra expedición que buscaba a Franklin desde el este, los expedicionarios del buque de Sir Edward Belcher que habían viajado en trineos sobre el hielo. La tripulación de McClure regresó con ellos hasta uno de los buques de Belcher, que también estaban atrapados en el hielo cerca de la isla Melville. En abril de 1854 McClure y su tripulación fueron enviados por trineo a la isla Beechey, donde embarcaron en el HMS North Star, un barco de transporte. Finalmente, llegaron a Inglaterra el 28 de septiembre de 1854, junto con el resto de las tripulaciones de Belcher, que en esa desastrosa expedición había perdido cuatro de sus cinco barcos. Se convirtieron en las primeras personas en circunnavegar las Américas y en descubrir y transitar el paso del Noroeste, aunque parte hubiese sido en trineo por el hielo. Esta fue una hazaña asombrosa para su tiempo, por la que McClure fue nombrado caballero y ascendido a capitán, y tanto él como su tripulación compartieron la recompensa de las £10 000 ofrecida por el Parlamento británico.
Las expediciones de Franklin y McClure seguían la tradición de las exploraciones británicas: bien financiadas, con buques que utilizaban la tecnología más moderna del momento y, en general, incluyendo tripulaciones de la Royal Navy. John Rae, sin embargo, era un empleado de la Compañía de la Bahía de Hudson, el principal motor de la exploración del norte canadiense, y adoptó un enfoque más pragmático, basado en campañas de reconocimiento terrestres. Si bien Franklin y McClure trataron de explorar el paso por el mar, Rae lo hizo desde tierra, utilizando trineos de perros y empleando técnicas de supervivencia aprendidas con los nativos inuit. Las expediciones de Franklin y McClure empleaban centenares de personas y varios buques, y aunque las expediciones de John Rae eran de menos de diez personas, sin embargo, tuvieron éxito. Rae fue también el explorador con el mejor récord de seguridad, tras haber perdido sólo un hombre en todos los años en que atravesó las tierras del Ártico. En 1854, Rae regresó con información acerca del infortunado destino de la expedición de Franklin.

#### SigloXX

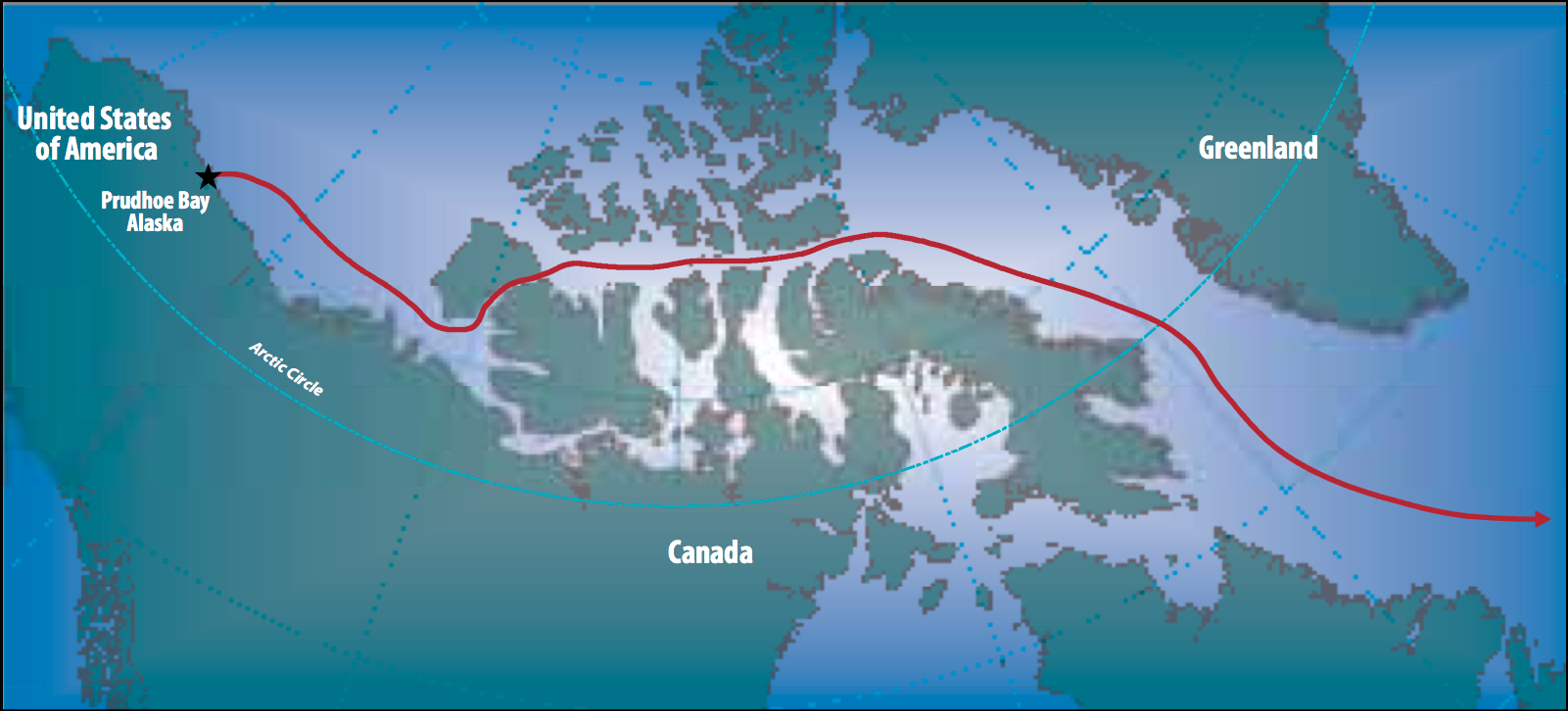
Mapa de la ruta seguida por el barco estadounidense SS Manhattan en 1969.

En 1906 finalmente el noruego Roald Amundsen —un joven marino cautivado por los relatos del desdichado destino sufrido por los miembros de la expedición de Franklin— logró alcanzar el objetivo y tras un viaje de tres años llegó a la costa pacífica de Alaska, a bordo del pequeño velero Gjøa (cabe indicar que Amundsen también lograría llegar por primera vez al polo sur geográfico en el año 1911). Desde esa fecha, muchas expediciones en todo tipo de barcos, condiciones y trayectos han hecho el viaje.
La ruta del paso del Noroeste no fue conquistada por mar hasta 1906, cuando el explorador noruego Roald Amundsen, que partió justo a tiempo para escapar de sus acreedores que trataban de detener la expedición, completó un viaje de tres años en el Gjøa, un pequeño barco atunero reconvertido de tan sólo 47 toneladas. Al final del viaje caminó hasta la ciudad de Eagle (Alaska) y envió un telegrama anunciando su éxito. A pesar de elegir la ruta este-oeste a través del estrecho de Rae, que aunque tenía hielo joven todavía era navegable, algunos de los tramos de la ruta que siguió discurrían por aguas muy someras que hacían la ruta comercialmente impracticable.
Desde entonces, la ruta del paso del Noroeste ha sido realizada de muchas maneras, rutas y medios. El primer recorrido con trineo de perros fue realizado por el groenlandés Knud Rasmussen, mientras hacía la Quinta Expedición Thule (1921-1924). Rasmussen, y dos kalaallit, inuits de Groenlandia, viajaron desde el océano Atlántico hasta el Pacífico en un viaje que les llevó 16 meses con trineos de perros.
En 1940, Henry Larsen, un oficial de la Real Policía Montada de Canadá, fue el segundo hombre en cruzar el paso por mar, esta vez de oeste a este, desde Vancouver a Halifax. En más de una vez en ese viaje dudó de si el St. Roch, una goleta reforzada para el hielo de la Real Policía Montada del Canadá, podría sobrevivir a los estragos del mar de hielo. El barco, y todos menos uno de sus tripulantes, sobrevivieron al invierno en la península de Boothia. Cada uno de los participantes en el viaje fue premiado con una medalla en reconocimiento de esta notable hazaña de navegación ártica en Canadá, concedida por el soberano, Jorge VI. Más tarde en 1944, el viaje de regreso de Larsen fue mucho más rápido que el primero: los 28 meses que le llevó su viaje de ida se redujeron significativamente, estableciendo la marca de recorrer la ruta en una sola temporada. El buque siguió una ruta más inexplorada en la parte norte que conllevaba mejoras significativas.
El 1 de julio de 1957, tres cúteres de la Guardia Costera de EE. UU. Storis, Bramble y SPAR partieron para buscar un canal profundo a través del océano Ártico y recoger informaciones hidrográficas. A su regreso a aguas de Groenlandia, la Storis se convirtió en el primer barco estadounidense en circunnavegar América del Norte. Poco después de su regreso a finales de 1957, fue reasignado a su nuevo hogar, puerto Kodiak, en Alaska.
En 1969, el SS Manhattan realizó el paso acompañado por el rompehielos canadiense CCGS John A. Macdonald. El Manhattan era un superpetrolero especialmente reforzado y se envió a prueba para conocer la viabilidad del paso para el transporte de petróleo. A pesar del éxito del Manhattan, la ruta se consideró no rentable, y en su lugar se construyó el Alaska Pipeline.
En junio de 1977 el navegante Willy de Roos partió de Bélgica para intentar cruzar el paso del Noroeste en el Williwaw (el nombre del repentino viento williwaw), un yate de acero de 13,8 m. Alcanzó el estrecho de Bering en septiembre y tras una escala en Victoria (Columbia Británica), rodeó el Cabo de Hornos y navegó de nuevo a Bélgica, siendo el primer navegante en circunnavegar las Américas totalmente por barco.
En 1984, el buque comercial de pasajeros MS Explorer (que se hundió en el océano Antártico en 2007) se convirtió en el primer crucero en navegar por el paso.
David Scott Cowper partió en julio de 1986 de Inglaterra en un bote de salvamento de 12,8 m, el Mabel El Holland, y sobrevivió a tres inviernos árticos en el paso del Noroeste antes de llegar al estrecho de Bering en agosto de 1989. Siguió a continuación para dar la vuelta al mundo, vía Cabo de Buena Esperanza para llegar de vuelta el 24 de septiembre de 1990, convirtiéndose en el primer barco en circunnavegar el mundo a través del Paso del Noroeste.

#### SigloXXI
El 1 de septiembre de 2001, el Northabout, un velero de aluminio de 14,3 m con motor diésel, construido y capitaneado por Jarlath Cunnane, completó el paso del Noroeste de este a oeste, partiendo desde Irlanda por el estrecho de Bering. El viaje del Atlántico al Pacífico se completó en un tiempo muy rápido de 24 días. El Northabout permaneció en Canadá durante dos años, antes de regresar a Irlanda en 2005 a través del paso del Nordeste completando así la primera circunnavegación este-oeste de los polos por un solo velero. El retorno por el paso del Nordeste, a lo largo de la costa rusa, fue más lento, partiendo en 2004, con una parada en invierno en Khatanga, Siberia, y regresó a Irlanda a través de la costa noruega en octubre de 2005. El 18 de enero de 2006, el «Cruising Club of America» premió a Jarlath Cunnane con su «Blue Water Medal», un premio otorgado al «meritorio navegante y aventurero del mar en representación de los navegantes aficionados de todas las nacionalidades».
El 18 de julio de 2003, un equipo de padre e hijo, Richard y Andrew Wood, acompañados por Zoe Birchenough, navegaron en el yate Norwegian Blue en el estrecho de Bering. Dos meses más tarde navegaban en el estrecho de Davis, siendo el primer barco británico que transitaba el paso del Noroeste de oeste a este. También se convirtió en el único barco británico en completar el paso del Noroeste en una misma temporada.
El 19 de mayo de 2007, Sébastien Roubinet, un navegante francés acompañado por otro tripulante, zarpó de Anchorage, en el Babouche, un catamarán de 7,5 m diseñado para navegar sobre el agua y deslizarse sobre el hielo. El objetivo era navegar oeste a este a través del paso del Noroeste sin motor, empujados sólo con la vela. Tras un viaje de más de 7200 km, Roubinet llegó a Groenlandia el 9 de septiembre de 2007, completando así el primer viaje del paso del Noroeste realizado sin motor en una temporada.

## Disputas sobre la soberanía de las aguas del Paso del Noroeste
El gobierno canadiense alega que algunos tramos del paso del Noroeste, en particular los que atraviesan las islas del archipiélago ártico canadiense, son de soberanía canadiense, pudiendo Canadá establecer las condiciones del tránsito a través de esas aguas. La mayoría de las naciones marítimas, incluidas los Estados Unidos y los Estados miembros de la Unión Europea, consideran que son un estrecho internacional, por el que todos los barcos tienen el derecho de «tránsito de paso». En este régimen, Canadá tendría el derecho a regular la pesca y las condiciones ambientales, así como a establecer disposiciones legales fiscales, contra el contrabando y la seguridad del transporte marítimo, pero no el derecho de cerrar el paso.
En 1985, el rompehielos de los EE. UU. USCGC Polar Mar pasó a través de la ruta sin que el gobierno de los EE. UU. solicitase permiso a Canadá. Alegaron que se trataba simplemente de una forma rentable de traer el barco desde Groenlandia a Alaska y que no había necesidad de pedir permiso para viajar a través de un estrecho internacional. El gobierno de Canadá emitió una declaración en 1986 reafirmando los derechos canadienses a esas aguas. Sin embargo, los Estados Unidos se negaron a reconocer esa reivindicación canadiense. En 1988 los gobiernos de Canadá y los EE. UU. firmaron el acuerdo «Cooperación Ártica» (Arctic Cooperation), que no resuelve las cuestiones de soberanía, pero afirma que los rompehielos de EE. UU. requerirán el permiso del gobierno canadiense para pasar a su través.
A finales de 2005, se denunció que submarinos nucleares estadounidenses habían viajado sin previo aviso a través de las aguas del Ártico canadiense, provocando indignación en Canadá. En su primera conferencia de prensa después de las elecciones canadienses de 2006, el primer ministro designado Stephen Harper contestó a una controvertida declaración anterior hecha por el embajador de los EE. UU. sobre que las aguas del Ártico eran aguas internacionales, con indicación de la intención del gobierno canadiense de hacer valer su soberanía allí. Las acusaciones surgieron después de que la Marina de los Estados Unidos publicase fotografías de la USS Charlotte surgiendo en el Polo Norte.

## Efectos del cambio climático

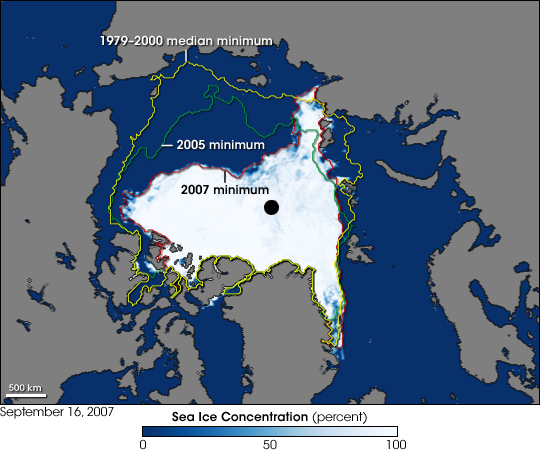
El encogimiento del Ártico a partir de 2007 en comparación con años anteriores.

En la época de las sagas vikingas y por lo menos en los dos siglos siguientes antes de la pequeña edad de hielo —un periodo conservador que comprende desde el año 1000 al 1200, y que también permite incluir las fechas asignadas a algunos de los más grandes buques noruegos— algunas regiones del Ártico pueden haber sido algo más cálidas de lo que estaban a principios del siglo XX, y sin duda más cálidas de lo que lo fueron en plena pequeña edad de hielo (véase Período cálido medieval). Por otra parte, el nivel del mar en el Ártico era diferente al de nuestros días. Debido al rebote postglacial los niveles actuales de las tierras costeros alrededor del paso del Noroeste han aumentado más de 20 m en los siglos transcurridos desde los vikingos.
En el verano de 2000, varios buques sacaron partido del adelgazamiento en verano de la cubierta de hielo en el océano Ártico para hacer la travesía. Se piensa que el calentamiento global es probable que abra el paso y aumenten los períodos en que este libre, lo que lo hace atractivo como una importante ruta marítima. Sin embargo, el paso por el océano Ártico requiere importantes inversiones en buques de escolta y acondicionamiento de los puertos. Por ello la industria comercial canadiense del transporte marítimo no tiene previsto realizar esa ruta como una alternativa viable a la del Canal de Panamá, al menos en los próximos 10 a 20 años.
El 14 de septiembre de 2007, la Agencia Espacial Europea declaró, basándose en imágenes de satélite, que la pérdida de hielo había abierto el paso «por primera vez desde 1978». De acuerdo con la Evaluación del Impacto Climático en el Ártico («Arctic Climate Impact Assessment»), la última parte del siglo XX y el comienzo del XXI habían visto una disminución de la cubierta de hielo. La extrema pérdida de 2007 dejó el paso «plenamente navegable». No obstante, el estudio de la ESA se basó únicamente en análisis de imágenes de satélite y podría en la práctica no confirmar nada sobre la navegación en las aguas del paso del Noroeste. La ESA sugiere que sería navegable «por la reducida cubierta de hielo de varios años» ("during reduced ice cover by multi-year ice pack") (nominalmente, los hielos marinos sobreviven uno o varios veranos), donde previamente cualquier travesía de la ruta tendría que ser llevada a cabo en condiciones climáticas estacionales favorables o por buques especializados o expediciones. El informe de la agencia especula que las condiciones en 2007 han demostrado que el paso puede «abrirse» antes de lo previsto. Sin embargo, las informes de 2008 revelan que el paso todavía no estaba libre de hielo y navegable.
Algunos científicos, en una reunión de la American Geophysical Union el 13 de diciembre de 2007, revelaron que los satélites de observación de la NASA de la parte occidental del Ártico mostraban una disminución del 16 % en la cobertura de nubes durante el verano de 2007, en comparación con el año 2006. Esto tendría el efecto de permitir que más luz del sol penetrase en la atmósfera de la Tierra y calentara las aguas del océano Ártico, fundiendo parte del hielo marino y contribuyendo a la apertura del paso del Noroeste.
Desde el verano de 2007, la retirada de los hielos ha permitido que el Paso del Noroeste sea recorrido por barcos turísticos, algunos de ellos buques oceanográficos rusos reconvertidos en buques de pasaje.